# Fürstenwalde/Spree
Fürstenwalde is een gemeente in de Duitse deelstaat Brandenburg, gelegen in de Landkreis Oder-Spree. De stad heeft de status van mittlere kreisangehörige Stadt.

## Geboren
- Wilhelm Burgdorf (1895-1945), generaal

## Geografie
Fürstenwalde/Spree heeft een oppervlakte van 70,55 km² en ligt in het oosten van Duitsland.

## Demografie
- Ontwikkeling van de bevolking sinds 1875 binnen de huidige grenzen (blauwe lijn: Bevolking; stippellijn: Vergelijking van de ontwikkeling van de bevolking van de deelstaat Brandenburg, Grijze achtergrond: tijdens de nazi-regering, Rode achtergrond: tijdens de communistische regering)
- Recente ontwikkeling van de bevolking (blauwe lijn) en prognoses (stippelijn)

| Jaar | Inwoners |
| ---- | -------- |
| 1875 | 11 929   |
| 1890 | 15 783   |
| 1910 | 26 286   |
| 1925 | 28 369   |
| 1933 | 32 081   |
| 1939 | 35 842   |
| 1946 | 28 993   |
| 1950 | 30 815   |
| 1964 | 30 849   |
| 1971 | 31 296   |

| Jaar | Inwoners |
| ---- | -------- |
| 1981 | 35 566   |
| 1985 | 35 443   |
| 1989 | 36 083   |
| 1990 | 35 214   |
| 1991 | 34 572   |
| 1992 | 34 350   |
| 1993 | 33 984   |
| 1994 | 33 539   |
| 1995 | 33 628   |
| 1996 | 33 823   |

| Jaar | Inwoners |
| ---- | -------- |
| 1997 | 34 085   |
| 1998 | 34 157   |
| 1999 | 34 167   |
| 2000 | 34 044   |
| 2001 | 33 981   |
| 2002 | 33 726   |
| 2003 | 33 639   |
| 2004 | 33 374   |
| 2005 | 33 336   |
| 2006 | 33 121   |

| Jaar | Inwoners |
| ---- | -------- |
| 2007 | 33 104   |
| 2008 | 32 867   |
| 2009 | 32 576   |
| 2010 | 32 468   |
| 2011 | 30 910   |
| 2012 | 30 885   |
| 2013 | 30 967   |
| 2014 | 31 236   |
| 2015 | 31 741   |
| 2016 | 32 025   |

| Jaar | Inwoners |
| ---- | -------- |
| 2017 | 32 098   |
| 2018 | 31 941   |
| 2019 | 31 965   |
| 2020 | 31 992   |

Bad Saarow ·
Beeskow ·
Berkenbrück ·
Briesen (Mark) ·
Brieskow-Finkenheerd ·
Diensdorf-Radlow ·
Eisenhüttenstadt ·
Erkner ·
Friedland ·
Fürstenwalde/Spree ·
Gosen-Neu Zittau ·
Groß Lindow ·
Grünheide ·
Grunow-Dammendorf ·
Jacobsdorf ·
Langewahl ·
Lawitz ·
Mixdorf ·
Müllrose ·
Neißemünde ·
Neuzelle ·
Ragow-Merz ·
Rauen ·
Reichenwalde ·
Rietz-Neuendorf ·
Schlaubetal ·
Schöneiche bei Berlin ·
Siehdichum ·
Spreenhagen ·
Steinhöfel ·
Storkow ·
Tauche ·
Vogelsang ·
Wendisch Rietz ·
Wiesenau ·
Woltersdorf ·
Ziltendorf